# Vila-seca
Vila-seca ist eine katalanische Stadt in der Provinz Tarragona im Nordosten Spaniens. Sie liegt in der Comarca Tarragonès.
Die Stadt befindet sich zehn Kilometer von der Provinzhauptstadt Tarragona und vier Kilometer von der Mittelmeerküste entfernt im Landesinnern. Zu der Stadt gehören auch die Ortschaften La Pineda an der Küste und La Plana. Bis 1989 gehörte auch Salou zur Gemeinde unter dem Namen Vila-seca i Salou.
Die Wirtschaft basiert auf der chemischen Industrie im Umland von Tarragona und auf dem Tourismus an der Costa Daurada. Das Freizeitresort PortAventura World liegt zum Teil auf dem Gemeindegebiet.
Vila-seca liegt an der Europastraße 15 und ist durch eine Bahnlinie mit Tarragona verbunden.

## Töchter und Söhne der Gemeinde
- Helena Casas Roige (* 1988), Bahnradsportlerin
- María Elena Maseras i Ribera (1853–1905), Medizinerin und Lehrerin